# 愛染草紙
愛染草紙（あいぜんぞうし）は、1939年（昭和14年）11月15日にコロムビアレコードから発売された、映画主題歌。
作詞は西條八十、作曲は万城目正、編曲は奥山貞吉。歌は霧島昇、ミス・コロムビア。
1939年（昭和14年）11月18日公開の松竹映画「愛染かつら完結編」の主題歌として作られた。
ちなみに、霧島昇とミス・コロムビアはこの映画公開の1ヵ月後に結婚した。